# Sinagoga spagnola (Praga)
La sinagoga spagnola (in ceco Španělská synagoga) è la più recente sinagoga del ghetto di Praga.

## Storia e descrizione
Questa sinagoga, la più nuova del ghetto di Praga, si erge sulle fondamenta della più antica, la Scuola Vecchia o Altschul (Stará škola), che era geograficamente un po' separata dalla comunità della Sinagoga Vecchia-Nuova. Dopo la sua demolizione nel 1867 al suo posto nacque un nuovo edificio progettato in stile moresco da Ugnác Ullmann. Sia l'esterno che l'interno, con i ricchi stucchi che decorano le pareti e le volte dorate, richiamano molto l'Alhambra spagnola di Granada e, proprio per questa caratteristica, ha preso il nome di Sinagoga spagnola. La sinagoga, in passato chiusa ai non ebrei, è divenuta visitabile, compresa la collezione di oggetti appartenuti a famosi ebrei cechi dall'Illuminismo ai nostri giorni. Dopo 1994 la sinagoga serve la comunità ebrea aperta "Bejt Praha", di orientamento conservatore.